# Cohérence socialiste
Cohérence socialiste est un courant du Parti socialiste français. Il est fondé le 9 juillet 2014 par les députés Alexis Bachelay, Karine Berger, Yann Galut et Valérie Rabault.

## Historique
Le 9 juillet 2014, Cohérence socialiste est lancé,,,,,,.
Le lendemain, le président du groupe SRC à l'Assemblée nationale, Bruno Le Roux, critique sa création.
Le mouvement publie en août 2014 Contre la mort de la Gauche.
Lors du congrès de Poitiers du Parti socialiste, il propose une contribution puis participe à la création de la Fabrique socialiste qui dépose une motion dont Cohérence socialiste est la principale composante.

## Personnalités
- Alexis Bachelay, député de la 1re circonscription des Hauts-de-Seine
- Karine Berger, députée de la 1re circonscription des Hautes-Alpes
- Yann Galut, député de la 3e circonscription du Cher
- Valérie Rabault, députée de la 1re circonscription de Tarn-et-Garonne

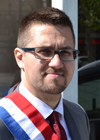
Alexis Bachelay
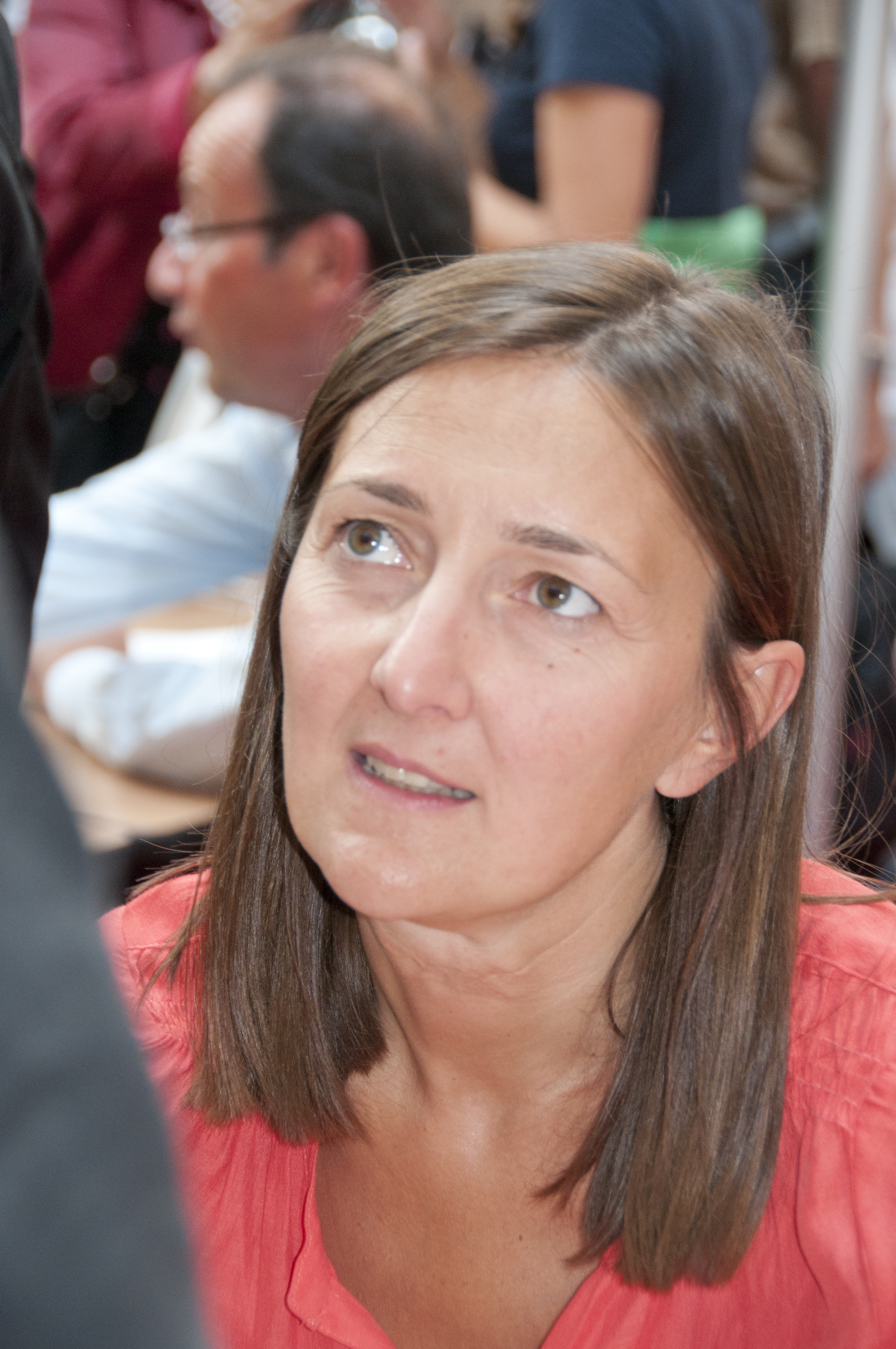
Karine Berger
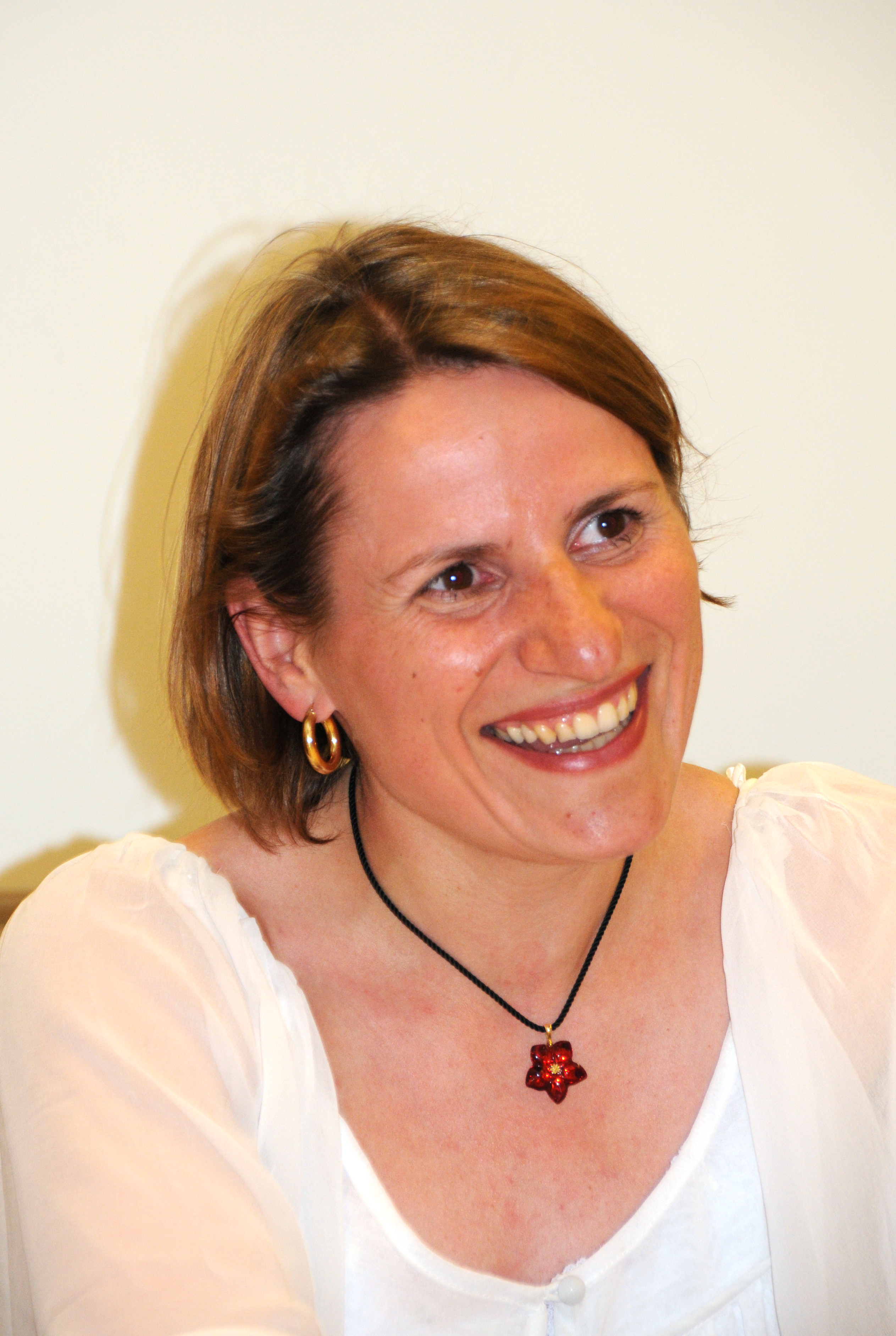
Valérie Rabault